# Polarhumla
Polarhumla (Bombus pyrrhopygus) är en insekt i överfamiljen bin (Apoidea) som finns i och nära Arktis. 

## Taxonomi
Nyligen gjorda genetiska undersökningar (2015) har visat att det som tidigare kallades polarhumla egentligen utgörs av två arter: En som finns i Nordamerika (inklusive Grönland) och som har behållit det gamla namnet Bombus polaris, och en som finns i Eurasien, och som har fått det nya namnet Bombus pyrrhopygus.

## Beskrivning
Polarhumlan är en stor humla med lång tunga, drottningen kan bli 20 till 22 mm lång, hanen 18 mm. Arbetarna är mer variabla i storlek, men det är inte ovanligt att även de blir stora. Den tjocka pälsen är svart på mellankropp och början av bakkroppen, medan förutom de två, ibland tre första tergiterna har bakkroppen blekt brunröd till orange päls. Könen har samma färgteckning. Alphumla och berghumla är förväxlingsarter.

## Ekologi
Polarhumlan förekommer i och nära Arktis i marker med skogsbär och vide, samt  framför allt i Norge och Sverige på fjällängar. Arten är polylektisk, den flyger till blommande växter från många olika familjer. Främst flyger den till snyltrotsväxter som svarthöarter och spiror, men den besöker även gärna ärtväxter som rödklöver och isvedel. I Norden flyger drottningarna mellan mitten av maj till mitten av augusti, arbetarna mellan slutet av juni till slutet av augusti, och hanarna mellan mitten av augusti till början av september.

### Boparasit
Polarhumlan parasiteras av tundrahumlan som, utan att vara någon egentlig snylthumla uppträder som en sådan och tar över polarhumlans bon.

## Utbredning
Polarhumlan är en utpräglat cirkumpolär humla som framför allt lever på den arktiska tundran; den förekommer i Norge, norra Finland, norra Sverige och norra Ryssland inklusive Kolahalvön, Novaja Zemlja och Wrangels ö.
I Sverige är den sällsynt förekommande i fjällkedjan från västra Härjedalen till nordligaste Lappland. I Jämtland och södra delarna av Lappland har utbredningen emellertid stora luckor. Arten är rödlistad som nära hotad ("NT").
Arten har även påträffats i nordligaste Finland, där den 2019 har rödlistats som nära hotad (efter att tidigare varit klassificerad som livskraftig) De flesta observationerna på senare tid (1981–2020) har gjorts i Enontekis kommun i nordvästra Lappland.